# Rinorea
Rinorea är ett släkte av violväxter. Rinorea ingår i familjen violväxter.

## Bildgalleri

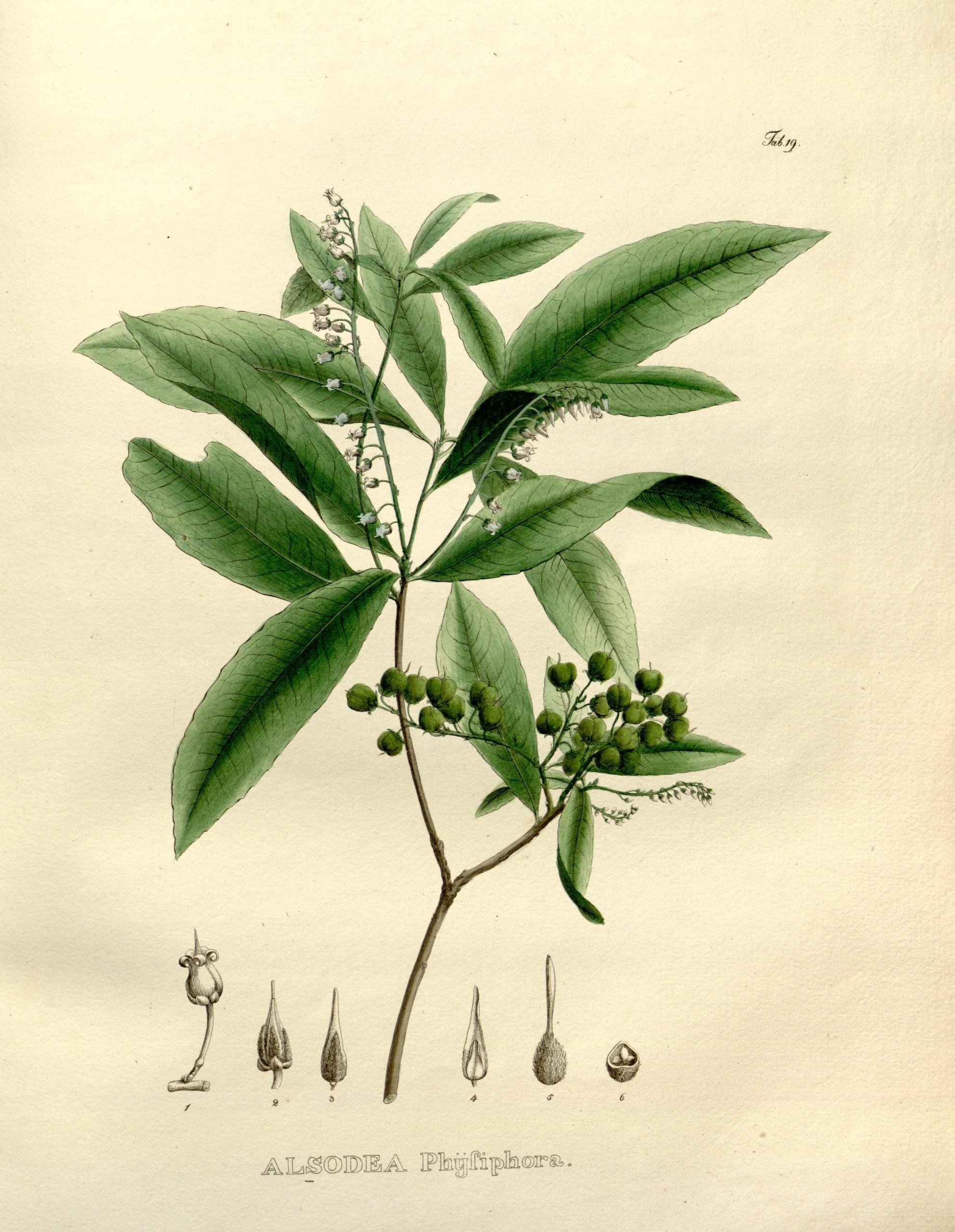
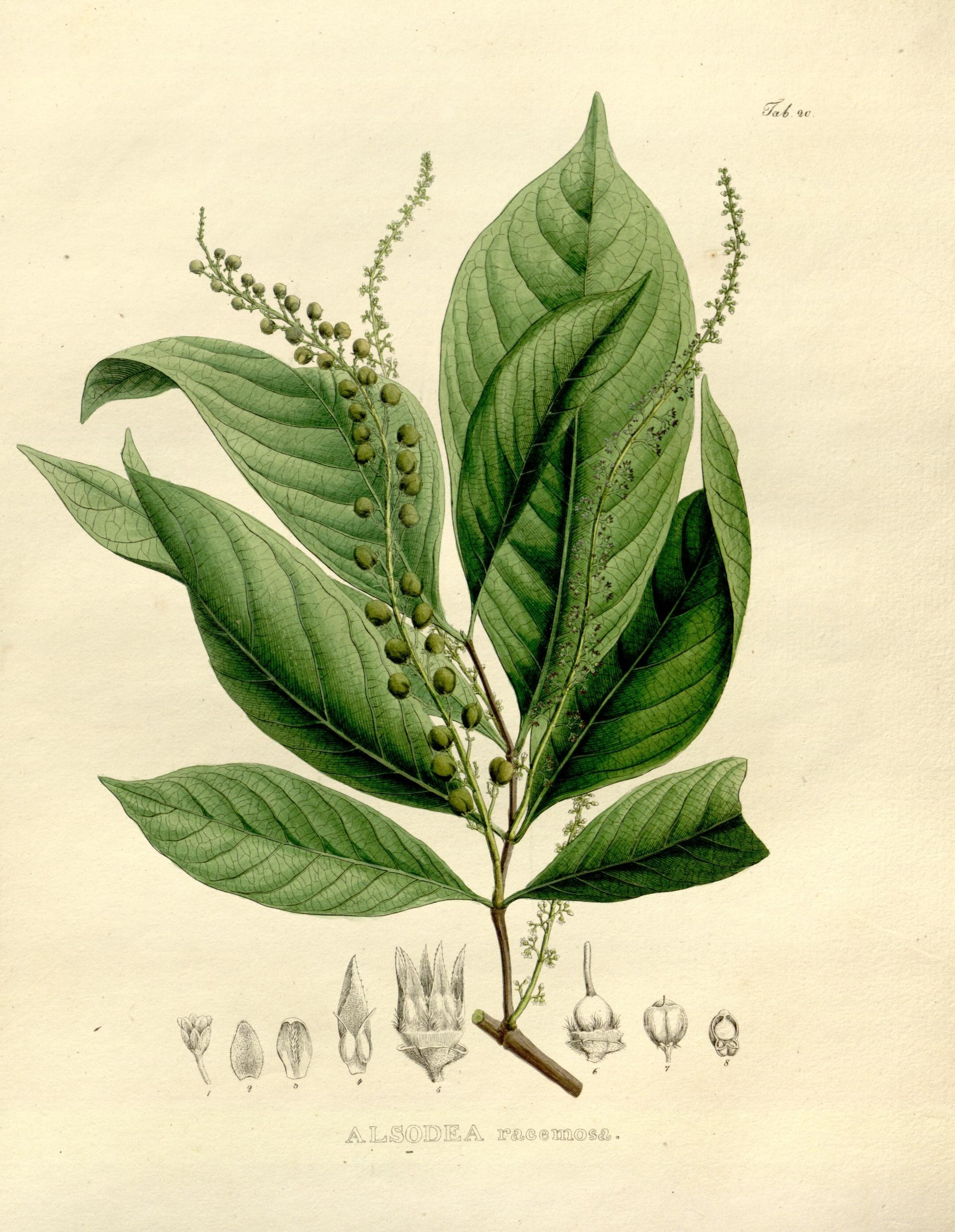
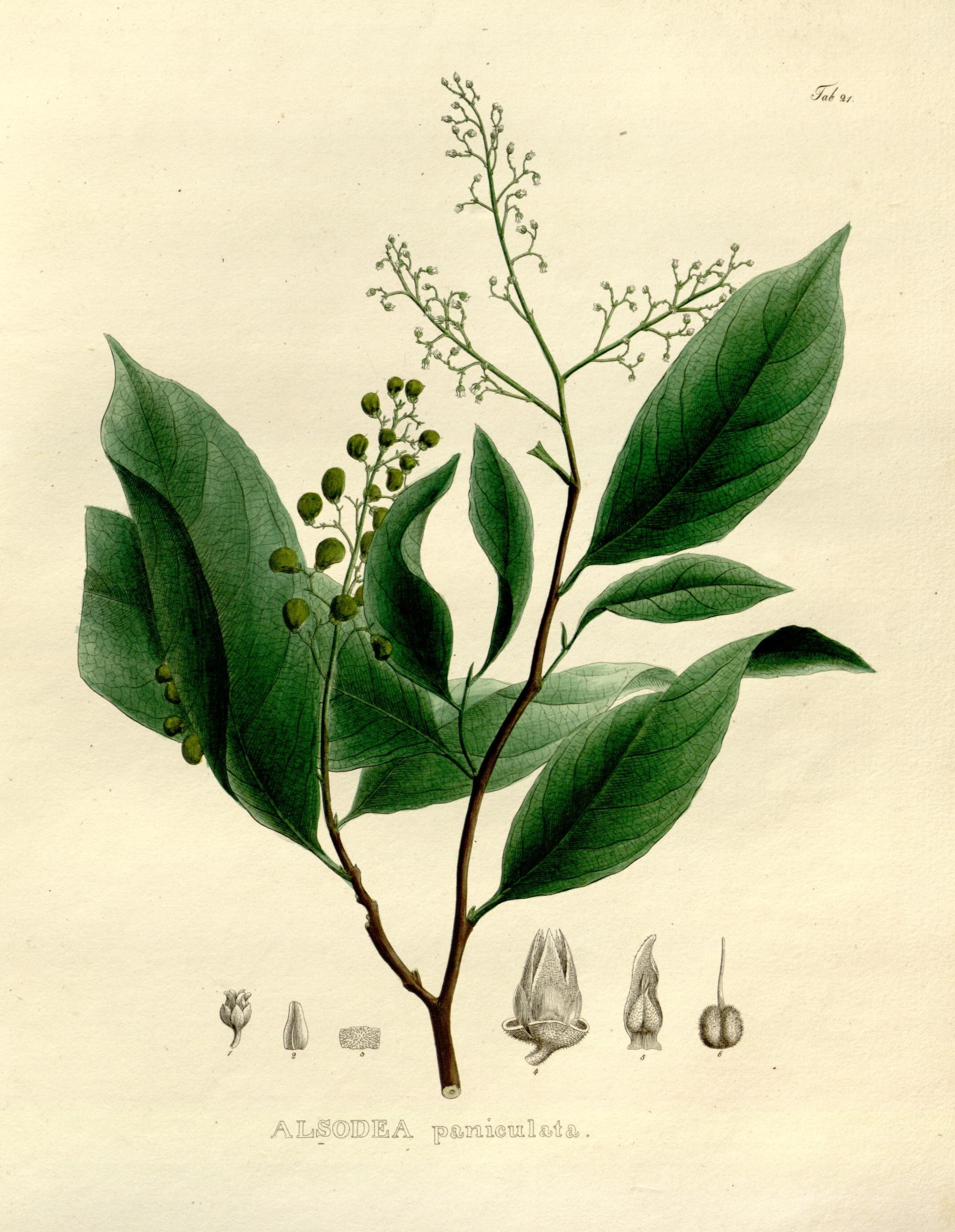

## Dottertaxa tillRinorea, i alfabetisk ordning[1]
- Rinorea abbreviata
- Rinorea acommanthera
- Rinorea acutidens
- Rinorea adnata
- Rinorea adolfi-friderici
- Rinorea afzelii
- Rinorea albidiflora
- Rinorea amapensis
- Rinorea analavelensis
- Rinorea anguifera
- Rinorea angustifolia
- Rinorea antioquiensis
- Rinorea apertior
- Rinorea apiculata
- Rinorea arborea
- Rinorea auriculata
- Rinorea australasica
- Rinorea aylmeri
- Rinorea bahiensis
- Rinorea belalongii
- Rinorea beniensis
- Rinorea bicornuta
- Rinorea boinensis
- Rinorea botryoides
- Rinorea brachypetala
- Rinorea brachythrix
- Rinorea brandtii
- Rinorea breteleri
- Rinorea brevipes
- Rinorea breviracemosa
- Rinorea bullata
- Rinorea bussei
- Rinorea cafassi
- Rinorea calycina
- Rinorea campoensis
- Rinorea camptoneura
- Rinorea carolinensis
- Rinorea castaneoides
- Rinorea caudata
- Rinorea cerasifolia
- Rinorea chevalieri
- Rinorea cinerea
- Rinorea claessensii
- Rinorea comorensis
- Rinorea comperei
- Rinorea congesta
- Rinorea convallarioides
- Rinorea cordata
- Rinorea cornigera
- Rinorea crassa
- Rinorea crassifolia
- Rinorea crenata
- Rinorea curtirama
- Rinorea dasyadena
- Rinorea decora
- Rinorea deflexa
- Rinorea deflexiflora
- Rinorea dentata
- Rinorea dewitii
- Rinorea dionysiana
- Rinorea diversifolia
- Rinorea djalonensis
- Rinorea domatiosa
- Rinorea dubia
- Rinorea ebolowensis
- Rinorea elliptica
- Rinorea endotricha
- Rinorea erianthera
- Rinorea exappendiculata
- Rinorea falcata
- Rinorea fausteana
- Rinorea ferruginea
- Rinorea fistulosa
- Rinorea flavescens
- Rinorea friisii
- Rinorea gabunensis
- Rinorea gilletii
- Rinorea gossweileri
- Rinorea greveana
- Rinorea griffithii
- Rinorea guatemalensis
- Rinorea guianensis
- Rinorea haughtii
- Rinorea helicterifolia
- Rinorea heteroclita
- Rinorea hildebrandtiana
- Rinorea hirsuta
- Rinorea horneri
- Rinorea hummelii
- Rinorea hymenosepala
- Rinorea iliaspaiei
- Rinorea ilicifolia
- Rinorea immersa
- Rinorea insularis
- Rinorea ituriensis
- Rinorea javanica
- Rinorea johnstonii
- Rinorea kamerunensis
- Rinorea keayii
- Rinorea kibbiensis
- Rinorea kisavuensis
- Rinorea laevigata
- Rinorea lanceolata
- Rinorea latibracteata
- Rinorea laurentii
- Rinorea laurifolia
- Rinorea ledermannii
- Rinorea leiophylla
- Rinorea letouzeyi
- Rinorea liberica
- Rinorea lindeniana
- Rinorea longifolia
- Rinorea longipes
- Rinorea longiracemosa
- Rinorea longisepala
- Rinorea longistipulata
- Rinorea macrantha
- Rinorea macrocarpa
- Rinorea macrophylla
- Rinorea maculata
- Rinorea malembaensis
- Rinorea mandrarensis
- Rinorea marginata
- Rinorea maximiliani
- Rinorea mayumbensis
- Rinorea melanodonta
- Rinorea mezilii
- Rinorea microdon
- Rinorea microglossa
- Rinorea microphylla
- Rinorea mildbraedii
- Rinorea molleri
- Rinorea monticola
- Rinorea multinervis
- Rinorea multivenosa
- Rinorea murtonii
- Rinorea mutica
- Rinorea myrsinifolia
- Rinorea neglecta
- Rinorea nhatrangensis
- Rinorea oblanceolata
- Rinorea oblongifolia
- Rinorea oliveri
- Rinorea oppositifolia
- Rinorea oraria
- Rinorea oubanguiensis
- Rinorea ovalifolia
- Rinorea oxycarpa
- Rinorea palaucica
- Rinorea paniculata
- Rinorea parviflora
- Rinorea pauciflora
- Rinorea pectino-squamata
- Rinorea pilosa
- Rinorea prasina
- Rinorea preussii
- Rinorea pubiflora
- Rinorea pugionifera
- Rinorea racemosa
- Rinorea ramiziana
- Rinorea ranirisonii
- Rinorea raymondiana
- Rinorea riana
- Rinorea rubra
- Rinorea rubrotincta
- Rinorea rudolphiana
- Rinorea sapinii
- Rinorea scheffleri
- Rinorea sciaphila
- Rinorea sclerocarpa
- Rinorea scorpioidea
- Rinorea seleensis
- Rinorea sessilis
- Rinorea simoneae
- Rinorea sinuata
- Rinorea soyauxii
- Rinorea sprucei
- Rinorea squamata
- Rinorea squamosa
- Rinorea stipulata
- Rinorea subauriculata
- Rinorea subglandulosa
- Rinorea subintegrifolia
- Rinorea subsessilis
- Rinorea sylvatica
- Rinorea talbotii
- Rinorea ternifolia
- Rinorea tessmannii
- Rinorea thomasii
- Rinorea thomensis
- Rinorea tortuosa
- Rinorea tshingandaensis
- Rinorea ulmifolia
- Rinorea umbricola
- Rinorea urschii
- Rinorea uxpanapana
- Rinorea wagemansii
- Rinorea wallichiana
- Rinorea varia
- Rinorea vaupesana
- Rinorea welwitschii
- Rinorea verrucosa
- Rinorea verticillata
- Rinorea whytei
- Rinorea villosiflora
- Rinorea viridiflora
- Rinorea viridifolia
- Rinorea woermanniana
- Rinorea yaundensis
- Rinorea youngii
- Rinorea zanagensis
- Rinorea zenkeri
- Rinorea zygomorpha